# 島根県歯科医師会
一般社団法人島根県歯科医師会（しまねけんしかいしかい 英称 Shimane Dental Association）は、島根県の歯科医師を会員とする法人。

## 郡市歯科医師会
- 松江市歯科医師会
- 安来市歯科医師会
- 雲南歯科医師会
- 出雲市歯科医師会
- 大田歯科医師会
- 邑智歯科医師会
- 浜田江津歯科医師会
- 益田鹿足歯科医師会
- 隠岐歯科医師会